# Platysenta albipuncta
Platysenta albipuncta är en fjärilsart som beskrevs av Smith 1902. Platysenta albipuncta ingår i släktet Platysenta och familjen nattflyn. Inga underarter finns listade i Catalogue of Life.